# Onzil
Un onzil (también denominado como osele o musele) es un cuchillo arrojadizo de grupos étnicos del este de Gabón (Kota, Fang, Mbété).
El onzil, que se asemeja un hacha, tiene una hoja en forma de pico de cálao. Su mango, a menudo de madera, está cubierto con alambre de cobre, hierro o latón. A veces, los mangos son de marfil. El onzil sirvió como arma de sacrificio o para la guerra. Los Kotas los llamaban osele o musele , y los Fangs, a veces con un mango más largo, los llamaban onzil. Este último nombre permaneció.

## Galería

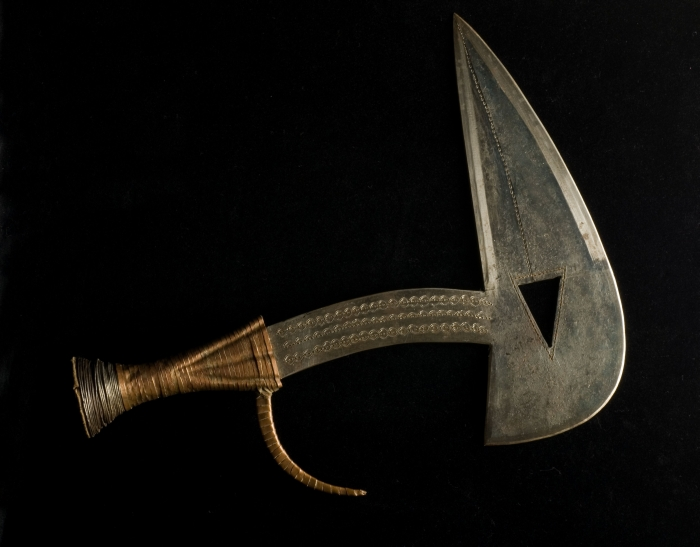
Onzil clásico
Onzil en forma de pez raro